# ScotRail
ScotRail Trains Limited, ook wel bekend als ScotRail, is een Britse spoorwegonderneming die opereert in Schotland. In Schotland verzorgt ze al het treinverkeer. De lange afstandsverbinding met Londen verzorgt ze niet. De onderneming bestaat sinds 1 april 2022 en is een operator of last resort, wat inhoudt dat ze in handen is van de Schotse regering, omdat particuliere ondernemingen er niet in slaagden het bedrijf over te nemen.

## Geschiedenis
Vanaf 1 april 2015 was Abellio, een dochterbedrijf van de Nederlandse Spoorwegen, de exploitant van het treinverkeer in Schotland. Dit deden ze onder het bedrijf Abellio ScotRail. Oorspronkelijk had Abellio een contract tot 1 april 2025. Eind 2019 werd bekend dat dit zou worden ingekort tot 1 april 2022, omdat de prestaties onder het streefniveau lagen en omdat er te veel klachten van passagiers waren over te drukke treinen, geannuleerde treinen en te dure tickets.
De Schotse regering sowieso was kritisch over de geprivatiseerde spoorsector in het geheel. Er was ook op nationaal niveau een onderzoek bezig naar de privatisering van het spoor. Uiteindelijk besloot de Schotse regering zelf het treinverkeer in Schotland te gaan beheren, als operator of last resort.
In juli 2023 kwam ScotRail in het nieuws, omdat hun treinkaartjes 4,8% duurder werden. Dit betrof de eerste prijsstijging. Er kwam kritiek, omdat de prestaties mogelijk helemaal niet waren verbeterd sinds zij het treinverkeer in handen hebben.